# Aqqaluaq B. Egede
Aqqaluaq Biilmann Egede (*1981, Narsaq) je grónský politik a od roku 2021 do března 2025 byl ministr rybářství a lovu. Na základě předčasných voleb, od 28. března 2025 zastává novou pozici ministr pro bydlení a infrastrukturu.

## Životopis
Aqqaluaq B. Egede je synem Bjarneho Egedeho a Johanny Biilmannové. Prostřednictvím svého otce je vnukem Carla Egedeho (1924–1959) a prostřednictvím své matky vnukem Marthy Biilmannové (1921–2008). V roce 2005 se vyučil truhlářem.
Egede poprvé kandidoval v komunálních volbách v roce 2005 a byl zvolen do rady okresu Narsaq druhým nejvyšším počtem hlasů ze všech kandidátů. V témže roce se zúčastnil parlamentních voleb a skončil jako náhradník. Z této pozice v letech 2007 a 2008 několikrát zasedal v Grónském parlamentu jako zástupce. V komunálních volbách v roce 2008 kandidoval do zastupitelstva kraje Kujalleq a opět získal druhý nejvyšší počet hlasů ze všech kandidátů. 
V parlamentních volbách v roce 2009 byl poprvé zvolen přímo do Grónského parlamentu. V parlamentních volbách v roce 2013 mandát obhájil, ale v komunálních volbách téhož roku již nekandidoval. V parlamentních volbách v roce 2014 opět obhájil mandát, tentokrát s druhým nejlepším stranickým výsledkem.
27. října 2016 byl jmenován ministrem financí v druhé vládě Kima Kielsena, kterým zůstal až do konce volebního období. V lednu 2018 ukončil svou poslaneckou dovolenou a přijal dvojí mandát, aby nahradil poslankyni Iddimanngiiu Bianco, která rezignovala. Ve volbách v roce 2018 opět dosáhl druhého nejlepšího výsledku ve své straně. V roce 2021 dosáhl svého nejlepšího volebního výsledku s 1287 hlasy. Po volbách byl jmenován ministrem rybolovu a lovu v Egedeho vládě. Jednou z jeho priorit byl nový zákon pro rybolov, v rámci jehož psaní pořádal v Grónsku semináře a zjišťoval požadavky zástupců tohoto průmyslu. V předčasných parlamentních volbách v březnu 2025 zvítězila demokratická strana Jense Frederika Nielsena, který se stal grónským premiérem a Aqqaluaq B. Egede se stal v jeho vládě ministrem pro bydlení a infrastrukturu.